# دوغ كارلسون
دوغ كارلسون (بالإنجليزية: Doug Carlson)‏ هو سياسي أمريكي، ولد في 1 نوفمبر 1939، وتوفي في 22 أبريل 2013. حزبياً، نشط في الحزب الجمهوري. وقد انتخب عضو مجلس نواب مينيسوتا.